# 無期刑
無期刑（むきけい）とは、刑期の終わりが無い、つまり刑期が一生涯にわたるもの（受刑者が死亡するまでその刑を科するというもの）を意味し、死刑に次ぐ重さの刑罰で、死刑廃止国では基本的に最も重い刑罰となっている。有期刑となる犯罪よりも罪を問われる犯罪をした者に科される刑罰であり、「法令用語日英標準対訳辞書」の英語では「Life imprisonment（一生涯の拘禁刑）」との語が充てられている。無期刑は刑期を定めない、あるいは刑期の上限を定めないという絶対的不定期刑の意味ではない。
仮釈放制度との関係で「無期刑」と「終身刑」の関係について、「仮釈放(制度)があるものを無期刑」、「仮釈放(制度)がないものを終身刑」として区別する立場の者もいるが、国際的には無期刑と終身刑は概念的には同一の刑罰であり、仮釈放の有無によって区別されないとする整理のほうが誤解を生じにくい。この理由としては、英語のlife imprisonmentやドイツ語のlebenslange Freiheistsstrafeや中国語の无期徒刑などの例があり、各国の法制度によって仮釈放の可能性のあるもの（相対的無期刑、相対的終身刑）とないもの（重無期刑、絶対的無期刑、絶対的終身刑）があることに加えて、刑の性格と刑期途中の条件付釈放である仮釈放制度は本来別個の独立した概念であるからである
。

## 日本の無期刑
日本の刑法には無期拘禁刑が定められている。2025年6月1日、懲役と禁錮を一本化をし「拘禁刑」を創設する改正刑法が施行され、従前の無期懲役と無期禁錮は、無期拘禁刑に統一された。
現在の刑法28条では無期刑の受刑者にも、仮釈放（刑期の途中において一定の条件下で釈放する制度）で社会に復帰できる可能性を認めている。そのため、同条の規定上10年を経過すれば、認可されるかは別として仮釈放の可能性自体は認められる。この点で、日本の現行法制度に存在する無期刑は、仮釈放による社会復帰の可能性がない無期刑（重無期刑ないし絶対的無期刑ともいう）とは異なる。

### 法定刑に無期拘禁刑がある主な罪
＊は法定刑に死刑もある罪。

#### 一般刑法の無期拘禁刑
- 殺人罪 ＊
- 身代金目的略取等の罪
- 不同意わいせつ致死傷罪
- 不同意性交等致死傷罪
- 強盗致傷罪
- 強盗致死罪 ＊
- 強盗・不同意性交等罪
- 強盗・不同意性交等致死罪 ＊
- 現住建造物等放火罪 ＊
- 現住建造物等浸害罪 ＊
- 汽車転覆等罪
- 汽車転覆等致死罪 ＊
- 通貨偽造等罪
- 詔書偽造等罪
- 外患援助罪 ＊
- 激発物破裂罪 ＊
- 水道毒物等混入致死罪 ＊

#### 特別刑法、又はその他の法律の罰則の無期拘禁刑
- 組織的な犯罪の処罰及び犯罪収益の規制等に関する法律（組織的犯罪処罰法）
  - 組織的な殺人罪 ＊
  - 組織的な身代金目的略取等の罪
- 爆発物取締罰則
  - 爆発物使用罪 ＊
  - 爆発物使用未遂罪
- 盗犯等ノ防止及処分ニ関スル法律（盗犯等防止法）
  - 常習強盗致傷罪
  - 常習強盗・不同意性交等罪
- 海賊行為の処罰及び海賊行為への対処に関する法律（海賊対処法）
  - 海賊行為の罪
  - 海賊行為による致傷罪
  - 海賊行為による致死罪 ＊
- 道路運送法
  - 事業用自動車転覆等致死罪
- 覚醒剤取締法
  - 営利目的での覚せい剤輸入・輸出・製造の罪
- 麻薬及び向精神薬取締法
  - 営利目的でのジアネチルモルヒネ等の輸入・輸出・製造の罪
- 武器等製造法
  - 営利目的での鉄砲の無許可製造の罪
- 高速自動車国道法
  - 高速自動車国道の損壊等による自動車転覆等致死罪
- 銃砲刀剣類所持等取締法（銃刀法）
  - 拳銃等を発射する罪（団体活動の場合は刑が加重される）
  - 営利目的での拳銃等の輸入の罪
- 航空機の強取等の処罰に関する法律（ハイジャック防止法）
  - 航空機強取等罪
  - 航空機強取等致死罪 ＊
- 航空の危険を生じさせる行為等の処罰に関する法律（航空危険行為処罰法）
  - 航行中の航空機を墜落させる等の罪
  - 航空中の航空機を墜落させる等による致死罪 ＊
  - 業務中の航空機の破壊等による致死罪
- 人質による強要行為等の処罰に関する法律（人質強要行為処罰法）
  - 加重人質強要罪
  - 人質殺害罪 ＊
- 細菌兵器（生物兵器）及び毒素兵器の開発、生産及び貯蔵の禁止並びに廃棄に関する条約等の実施に関する法律（生物兵器禁止法）
  - 生物兵器等の使用による生物剤等の発散の罪
- 流通食品への毒物の混入等の防止等に関する特別措置法（毒物混入防止法）
  - 流通食品への毒物の混入等による致死傷罪
- 国際的な協力の下に規制薬物に係る不正行為を助長する行為等の防止を図るための麻薬及び向精神薬取締法等の特例等に関する法律（麻薬特例法）
  - 業として行う違法薬物の不法輸入等の罪
- 化学兵器の禁止及び特定物質の規制等に関する法律（化学兵器禁止法）
  - 化学兵器使用による毒性物質等の発散の罪
- サリン等による人身被害の防止に関する法律（サリン防止法）
  - サリン等の発散の罪
- 感染症の予防及び感染症の患者に対する医療に関する法律（感染症法）
  - 一種病原体等の発散の罪
- 放射線を発散させて人の生命等に危険を生じさせる行為等の処罰に関する法律（放射線発散処罰法）
  - 放射線の発散の罪

### 無期禁錮
2025年6月1日改正前の刑法では、無期懲役刑とともに無期禁錮刑が規定されていていたが、その対象は内乱罪（刑法第77条）および爆発物取締罰則第1条及び第2条違反のみであり、少なくとも昭和22年（1947年）以降に無期禁錮刑を言い渡された者はない。内乱罪は戦前に2件の訴追例があるのみであり、今日までこの罪によって処断した裁判例はない。また、爆発物取締罰則の適用そのものは時々あるが、これによって無期禁錮刑を言い渡された者は確認されていない。

### 少年法と無期刑
現行法では、刑事責任を問える14歳から無期刑を科すことができる。
また、同法51条は、罪を犯すとき18歳未満であった者について、本来死刑が相当であるときは無期刑を科す旨規定し（同条1項）、本来無期刑が相当であるときも、10年以上20年以下の範囲で有期の定期刑を科すことができる旨規定している（同条2項）。ただし、51条2項の規定は、「できる」という文面が示すとおり、同条1項のような必要的緩和とは異なる裁量的緩和であり、本来どおり無期刑を科すこともできるし、裁判官の裁量により刑を緩和して有期の定期刑を科すこともできるという意味である。

### 運用と処遇

#### 未決勾留日数の取扱い
無期刑の言渡しをする場合でも、未決勾留日数の一部または全部を刑に算入することができるとされており、実際にも、多くの裁判例において未決勾留日数が無期刑に算入されているが、無期刑は満期が存在しない終生の刑であるため、事柄の性質上、仮釈放が可能になる最低年数からは引かれず、未決勾留日数の算入は、恩赦などで有期刑に減刑された場合にしか意味を持たないものと解されている。ただし、実務上は未決勾留が長期に及んだ場合、仮釈放の審理の際にある程度の考慮が払われることもある。

#### 昼夜間厳正独居拘禁者
受刑者の中には、昼夜間厳正独居拘禁（昼夜を問わず独房から出られない、作業も独房で課されるなど）の処遇を受けている者もおり、2000年の時点で、通算30年以上、昼夜間厳正独居拘禁の処遇を受けている無期刑受刑者が5名存在することが確認されている。

### 統計

#### 確定数
21世紀突入後では、無期刑の確定者数は1990年代までと比較して多くなっている。統計開始以後の各年ごとの無期刑確定者数を見てみると、1990年代までは30-50名程度でほぼ横ばいであったが、2000年に初めて60名に達した後、増加を示し、2003年～2006年の間に100名以上となり、2005年には134名、2006年に136名となった。しかし2007年～2015年は2007年の89名から2015年の25名まで減少し、2016年以降は2018年の25名を除き10名台で推移しており、2023年に関しては14名である。なお、2014年から2023年までの過去10年間における無期刑確定者は185名である。

#### 在所受刑者数
2023年末現在、無期刑が確定し刑事施設に拘禁されている者の総数は1,669人である。

### 仮釈放制度

#### 運用と統計
｢日本の無期刑は一生刑務所ではなく､出所してくるのが通例｣との風説があるが、年々仮釈放が認められる割合は減っている。1960-70代では平均15年前後、1990年代は平均20年前後の服役を課される刑罰のように運用されていた点は事実ではある。しかし、2005（平成17）年の刑法改正で有期刑の上限が20年から30年に引き上げられため、(30年の有期刑にも3分の1の10年を経過すれば仮釈放の可能性があるものの)無期刑受刑者を30年未満で仮釈放させた場合に、30年の有期刑の満期出所者よりも在所期間が短くなり、国民に分かりづらくなってしまうため、仮釈放は以降から更に認められにくくなっている。
たとえば、日弁連は無期刑受刑者の生涯獄中率が圧倒的となっていると政府を批判し、無期刑受刑者に対する仮釈放をもっと認めるべきだと主張している。
無期刑仮釈放者における刑事施設在所期間についての年次別内訳は、法務省「令和6年版犯罪白書」「令和5年版犯罪白書」「昭和48年版犯罪白書」「昭和45年版犯罪白書」より、以下の表のようになっている。
| 年 次  | 総 数 | 12年以内 | 14年以内 | 16年以内 | 18年以内 | 18年を 超える | 18年を 超える | 18年を 超える | 18年を 超える | 18年を 超える |
| ------ | ----- | -------- | -------- | -------- | -------- | ------------- | ------------- | ------------- | ------------- | ------------- |
| 1967年 | 88    | 10       | 24       | 37       | 9        | 8             | 8             | 8             | 8             | 8             |
| 1968年 | 82    | 8        | 28       | 34       | 9        | 3             | 3             | 3             | 3             | 3             |
| 1969年 | 94    | 11       | 36       | 22       | 19       | 6             | 6             | 6             | 6             | 6             |
| 年 次  | 総 数 | 12年以内 | 14年以内 | 16年以内 | 18年以内 | 20年以内      | 20年を 超える | 20年を 超える | 20年を 超える | 20年を 超える |
| 1970年 | 88    | 4        | 32       | 37       | 4        | 9             | 2             | 2             | 2             | 2             |
| 1971年 | 84    | 11       | 25       | 25       | 17       | 5             | 1             | 1             | 1             | 1             |
| 1972年 | 49    | 7        | 16       | 16       | 3        | 3             | 4             | 4             | 4             | 4             |
| 1973年 | 63    | -        | 16       | 35       | 10       | 1             | 1             | 1             | 1             | 1             |
| 1974年 | 65    | -        | 13       | 34       | 13       | 5             | -             | -             | -             | -             |
| 1975年 | 105   | 1        | 24       | 50       | 17       | 8             | 5             | 5             | 5             | 5             |
| 1976年 | 54    | 2        | 12       | 25       | 11       | -             | 4             | 4             | 4             | 4             |
| 1977年 | 55    | 1        | 10       | 24       | 11       | 5             | 4             | 4             | 4             | 4             |
| 1978年 | 43    | 1        | 3        | 17       | 11       | 8             | 3             | 3             | 3             | 3             |
| 1979年 | 57    | -        | 5        | 33       | 11       | 5             | 3             | 3             | 3             | 3             |
| 1980年 | 46    | -        | 8        | 22       | 11       | 3             | 2             | 2             | 2             | 2             |
| 1981年 | 57    | -        | 8        | 30       | 14       | 4             | 1             | 1             | 1             | 1             |
| 1982年 | 54    | -        | 12       | 24       | 13       | 3             | 2             | 2             | 2             | 2             |
| 1983年 | 45    | 3        | 7        | 16       | 10       | 5             | 4             | 4             | 4             | 4             |
| 1984年 | 50    | 3        | 11       | 16       | 12       | 3             | 5             | 5             | 5             | 5             |
| 1985年 | 26    | -        | 10       | 6        | 5        | 4             | 1             | 1             | 1             | 1             |
| 1986年 | 28    | -        | 3        | 15       | 6        | 2             | 2             | 2             | 2             | 2             |
| 1987年 | 25    | 2        | 2        | 12       | 7        | 2             | -             | -             | -             | -             |
| 1988年 | 11    | -        | 1        | 5        | 2        | 1             | 2             | 2             | 2             | 2             |
| 1989年 | 13    | -        | -        | 5        | 1        | 3             | 4             | 4             | 4             | 4             |
| 1990年 | 17    | -        | -        | 5        | 3        | 4             | 5             | 5             | 5             | 5             |
| 1991年 | 33    | -        | 1        | 12       | 8        | 6             | 6             | 6             | 6             | 6             |
| 1992年 | 21    | -        | -        | 6        | 1        | 6             | 8             | 8             | 8             | 8             |
| 1993年 | 16    | 1        | -        | 4        | 5        | 4             | 2             | 2             | 2             | 2             |
| 1994年 | 15    | -        | -        | -        | 8        | 3             | 4             | 4             | 4             | 4             |
| 1995年 | 15    | -        | -        | 1        | 5        | 4             | 5             | 5             | 5             | 5             |
| 1996年 | 9     | -        | 1        | -        | -        | 5             | 3             | 3             | 3             | 3             |
| 1997年 | 13    | -        | 1        | -        | -        | 4             | 8             | 8             | 8             | 8             |
| 年 次  | 総 数 | 12年以内 | 14年以内 | 16年以内 | 18年以内 | 20年以内      | 25年以内      | 30年以内      | 35年以内      | 35年を 超える |
| 1998年 | 14    | -        | -        | -        | -        | 5             | 8             | 1             | -             | -             |
| 1999年 | 9     | -        | -        | -        | -        | 3             | 5             | 1             | -             | -             |
| 2000年 | 6     | -        | -        | -        | -        | -             | 5             | 1             | -             | -             |
| 2001年 | 14    | -        | 1        | -        | -        | -             | 7             | 5             | 1             | -             |
| 2002年 | 4     | -        | -        | -        | 1        | -             | 3             | -             | -             | -             |
| 2003年 | 13    | -        | -        | -        | -        | -             | 10            | 3             | -             | -             |
| 2004年 | 8     | -        | -        | -        | -        | -             | 2             | 5             | -             | 1             |
| 2005年 | 3     | -        | -        | -        | -        | -             | 2             | -             | -             | 1             |
| 2006年 | 4     | -        | -        | -        | -        | -             | 1             | 2             | 1             | -             |
| 2007年 | -     | -        | -        | -        | -        | -             | -             | -             | -             | -             |
| 2008年 | 4     | -        | -        | -        | -        | -             | -             | 2             | 2             | -             |
| 2009年 | 6     | -        | -        | -        | -        | -             | -             | 3             | 2             | 1             |
| 2010年 | 7     | -        | -        | -        | -        | -             | -             | 2             | 2             | 3             |
| 2011年 | 6     | -        | -        | -        | -        | -             | -             | -             | 5             | 1             |
| 2012年 | 4     | -        | -        | -        | -        | -             | -             | -             | 4             | -             |
| 2013年 | 8     | -        | -        | -        | -        | -             | -             | -             | 8             | -             |
| 2014年 | 4     | -        | -        | -        | -        | -             | -             | 1             | 2             | 1             |
| 2015年 | 11    | -        | -        | -        | -        | -             | -             | -             | 11            | -             |
| 2016年 | 6     | -        | -        | -        | -        | -             | -             | -             | 5             | 1             |
| 2017年 | 9     | -        | -        | -        | -        | -             | -             | -             | 7             | 2             |
| 2018年 | 10    | -        | -        | -        | -        | -             | -             | -             | 10            | -             |
| 2019年 | 15    | -        | -        | -        | -        | -             | -             | -             | 9             | 6             |
| 2020年 | 9     | -        | -        | -        | -        | -             | -             | -             | 3             | 6             |
| 2021年 | 6     | -        | -        | -        | -        | -             | -             | -             | 3             | 3             |
| 2022年 | 5     | -        | -        | -        | -        | -             | -             | -             | 3             | 2             |
| 2023年 | 5     | -        | -        | -        | -        | -             | -             | -             | 1             | 4             |
| 年 次  | 総 数 | 12年以内 | 14年以内 | 16年以内 | 18年以内 | 20年以内      | 25年以内      | 30年以内      | 35年以内      | 35年を 超える |

従前においては、十数年で仮釈放を許可された例が少なからず（特に1980年代までは相当数）存在しており、1967年～1989年の間で在所期間18年以内で仮釈放された無期刑仮釈放者は1,136人おり、約89%を占め、早い者では在所期間12年以内に仮釈放された者が64人いた。
しかし、1990年代に入ったころから次第に運用状況に変化が見られ、2003～2006年では仮釈放を許可された者の中で刑事施設に在所していた期間が最短の者で20年超え25年以内であった。そして、2008年～2010年は最短の者で25年超え30年以内となり、2011年以降は2014年を除いて、最短の者が30年超え35年以内となっている。それに伴って、仮釈放を許可された者における在所期間の平均も、1980年代までは15年-18年であったものの、1990年代から20年、23年と次第に伸長していき、2004年には25年を超えていった。そして2007年以降は2008年を除いて、現在までのところ一貫して30年を超え、2022年においては40年を超えている。
また、本人の諸状況から、仮釈放が認められず、40年を超える期間刑事施設に在所し続けている受刑者や刑務所内で死を迎える受刑者も存在しており、2023年（令和5年）12月31日現在では刑事施設在所期間が40年以上となる者は86人(うち11人は50年以上)、また2014年（平成26年）から2023年（令和5年）までの刑事施設内死亡（いわゆる獄死者）は276人となっている。 
そして、仮釈放された者の中に、50年を超えた者が2019年で2人、2020年で1人、2022年で3人いた。1880年（明治13年）2月27日に明治政府より赦免を受けるまで流罪の刑を八丈島で約53年間受刑した近藤富蔵より長く受けた者が2022年の判断時の在所年数が52年2月である者以外全員であった。
また、2019年に仮釈放された無期刑受刑者の内、仮釈放審査による判断時の在所年数が61年（1957年に起こした強盗致死傷の罪状
で熊本刑務所で服役していた80歳代無期刑受刑者）になる者がいた。この受刑者は5度にわたって仮釈放申請をしていたが、受け入れ先がないという理由で却下されていたが、2009年に導入された「特別調整」（高齢者や障害のある受刑者を福祉施設で受け入れる制度）により、福祉施設で受け入れることで、仮釈放の許可が下りたという経緯がある。その後、出所から1年で亡くなっている。
さらに、2022年は61年を超え仮釈放された者が3人おり、仮釈放者の最長在所期間の記録を塗り替えた。最も長い期間は63年9月で2人（どちらも80代であり、それぞれ1人死者を出している。）であり、次いで63年7月（89歳で仮釈放。2度の殺人で死者を2人出している。仮釈放と判断された時は、熊本刑務所に収監されていた。）であった。
なお、これらは仮釈放された者の中での記録であり、仮釈放審理で不許可になった者の記録を見ると、2021年の審理時点で在所65年0月の受刑者が存在し、現在確認できる最長服役記録はこちらの受刑者である。

#### 許可基準
仮釈放が許可されるための条件については、刑法28条が「改悛の状があるとき」と規定しており、この「改悛の状があるとき」とは、単に反省の弁を述べているといった状態のみを指すわけではなく、法務省令である「犯罪をした者及び非行のある少年に対する社会内における処遇に関する規則」28条の基準を満たす状態を指すものとされており、そこでは「仮釈放を許す処分は、悔悟の情及び改善更生の意欲があり、再び犯罪をするおそれがなく、かつ、保護観察に付することが改善更生のために相当であると認めるときにするものとする。ただし、社会の感情がこれを是認すると認められないときは、この限りでない」と規定されている。
さらに詳細な規定として「悔悟の情」「改善更生の意欲」「再び犯罪をするおそれ」「保護観察に付することが改善更生のために相当」「社会の感情」について、以下のような事項を考慮して判断すべき旨が通達により定められている。
1. 「悔悟の情」については、受刑者自身の発言や文章のみで判断しないこととされている。
2. 「改善更生の意欲」については、被害者等に対する慰謝の措置の有無やその内容、その措置の計画や準備の有無、刑事施設における処遇への取組の状況、 反則行為等の有無や内容、その他の刑事施設での生活態度、釈放後の生活の計画の有無や内容などから判断するとされる[1]。
3. 「再び犯罪をするおそれ」は、性格や年齢，犯罪の罪質や動機、態様、社会に与えた影響、釈放後の生活環境などから判断することとされる。
4. 「保護観察に付することが改善更生のために相当」については、悔悟の情及び改善更生の意欲があり、再び犯罪をするおそれがないと認められる者について、総合的かつ最終的に相当であるかどうかを判断することとされる[1]。
5. 「社会の感情」については、被害者等の感情、収容期間、検察官等から表明されている意見などから判断することとされる[1]。

被害者保護の社会的要請（国民世論）の高まりを受け、2005年の更生保護法の成立を契機に、被害者が希望すれば仮釈放の審理の際に被害者側が口頭や書面で意見を述べることが可能となり、2009年度からは被害者側が拒否しない限りにおいて必要的に調査を行なう方針が取られるようになった。
実際の運用では2014年～2023年の間までに、仮釈放の審査で仮釈放が許された無期刑受刑者は、審査された無期受刑者全体の約21.0%である。特に、仮釈放に対する検察官の意見と懲罰回数により仮釈放になるかどうかで左右されている。
前者は反対の場合、仮釈放になる確率が2割に満たないのに対して、反対でない場合は6割程度が仮釈放される。また、後述の「マル特無期」（指定の対象は死刑求刑に対して無期判決が確定した場合や、特に悪質と判断した事件、再犯の可能性がある場合など）に指定されている場合も、検察官意見は反対となる。そして、検察官の意見が「反対でない」と判断された仮釈放審査対象となった無期刑受刑者は全体で約15.6%（385人中60人）である。
後者は懲罰回数が無しの場合は、約41.4%が仮釈放となるが、懲罰回数が増えるにつれ低下していき、5回を超えた場合は2割に満たなくなり、20回を超えると0%である。

#### 判断過程
仮釈放は法務省管轄の地方更生保護委員会の審理によってなされ、そこで「許可相当」と判断された場合に初めて実際の受刑者の仮釈放が行なわれるものであって、全ての受刑者に仮釈放の可能性はあっても、将来的な仮釈放が保証されているというわけではない。このため、本人の諸状況から、仮釈放が認められず、30年を超える期間、刑事施設に在所し続けている受刑者や刑務所内で死を迎える受刑者も存在しており、2023年12月31日現在では刑事施設在所期間が30年以上となる者は309人（内、50年以上になる者が11人いる）、また2014年から2023年までの刑事施設内死亡者（いわゆる獄死者）は276人となっている。1985年の時点では刑事施設在所期間が30年以上の者は7人であったため、このことから、当時と比較して仮釈放可否の判断が慎重なものとなっている。

#### マル特無期
現在においては、仮釈放審理の際に検察官の意見聴取が義務化されているが、これが義務化されていなかった時代には、検察は、「特に犯情悪質等の無期懲役刑確定者に対する刑の執行指揮及びそれらの者の仮出獄に対する検察官の意見をより適正にする方策について（平成10年6月18日付の次長検事依命通達）」（通称「最高検マル特無期通達」）により、死刑を求刑された無期刑受刑者などを対象者に、仮釈放を反対する意見をあらかじめ表明していた。
ただし、検察の意見は絶対ではなく、仮釈放の決定権は、地方更生保護委員会であること、法務大臣の一般的指揮権（検察庁法14条本文）に基づき、法務省限りでその運用を変えられる可能性がある為、マル特に指定されているからといって、仮釈放されないとは限らない。2014年～2023年、検察官意見が仮釈放に反対であったもの（248件）のうち、仮釈放を許されたものは38件（15.3％）であった。しかしながら、検察官意見が反対でないと判断される（63.3%）のと比べて、仮釈放のハードルが約4.1倍高くなっている事実がある。

#### 仮釈放中の処遇
日本では、仮釈放中の者は残りの刑の期間について保護観察に付される残刑期間主義が採られており、無期刑の受刑者は、残りの刑期も無期であるから、仮釈放が認められた場合でも、恩赦などの措置がない限り、一生涯観察処分となり、定められた遵守事項を守らなかったり、罪を犯したりした場合には、仮釈放が取り消されて刑務所に戻されることとなる。ただし、少年のときに無期刑の言渡しを受けた者については、仮釈放を許された後、それが取り消されることなく無事に10年を経過すれば、少年法59条の規定により刑は終了したものとされる考試期間主義が採られている。

#### 風説・誤解
無期刑に処された者でも、10年や10数年、または20年程度の服役ののちに仮釈放されることが通常であるといった風説が広まっていた。更に、2015年6月13日の「教えて!ニュースライブ 正義のミカタ」にて弁護士にて大渕愛子が「無期懲役でも15年くらいで仮釈放になる」と、後述する法務省による情報公開があったにもかかわらず放送当時の運用実態と異なる発言をして、批判されている。しかし、このとき既に仮釈放の判断状況や許可者の在所期間などの運用は変化を示しており、法務省は、2008年12月以降、無期刑受刑者の仮釈放の運用状況等について情報を公開するようになった。
また、同時に運用・審理の透明性の観点から、検察官の意見照会を義務化、刑執行開始後30年を経過した時点において必要的に仮釈放審理（刑事施設の長の申出によらない国の権限での仮釈放審理）の実施、および前述の被害者意見聴取の義務化という4つの方針が採られることとなった。

### 恩赦
戦後、無期刑が確定した後、個別恩赦により減刑された者（仮釈放中の者を除く）は86人記録されているが、1960年に実施されたのを最後に記録されていない。また、政令恩赦による減刑も、1952年のサンフランシスコ平和条約の発効に伴って実施されたのを最後に記録されていない。

## 諸外国における法制

世界の無期刑法。青で塗られた国には無期刑が存在しない
無期刑は合法
無期刑は合法だが、一定の制限あり
無期刑は違法
不明

各国の刑法典や仮釈放法典を見れば、「仮釈放の資格が認められる最低の期間」は日本より長い場合が多いものの、多くの国において無期刑(終身刑)の受刑者には仮釈放の可能性が認められており、ドイツ刑法57条a、オーストリア刑法46条5項は15年、フランス刑法132-23条は18年、大韓民国刑法72条1項およびルーマニア刑法55条1項は20年、ポーランド刑法78条3項、ロシア刑法79条5項、カナダ刑法745条1項、台湾刑法77条は25年、イタリア刑法176条は26年の経過によってそれぞれ仮釈放の可能性を認めている。一方でアメリカや中国、イギリス、オランダなどにおいては絶対的無期刑(絶対的終身刑)が存在している。これら諸外国の状況について、法務省は国会答弁や比較法資料において、「諸外国を見ると、仮釈放のない無期刑を採用している国は比較的少数にとどまっている」とかねてから説明してきたが、この事実は現在でもあまり周知されていない状況にある。
絶対的無期刑(絶対的終身刑)を採用している国でも、減刑や恩赦等の余地を残している場合が多い。また児童の権利に関する条約により、犯行時に18歳未満であった場合は絶対的無期刑(絶対的終身刑)は禁止となっている。

## ヨーロッパの無期刑
ドイツ
ドイツでは1949年にボン基本法で死刑が廃止され、最高刑は無期刑（仮釈放付き終身刑）となった。1977年6月に連邦最高裁は仮釈放規定を立法上の義務と判断し、1981年に刑法に仮釈放規定が加えられた。
フランス
フランスでは1981年に死刑が廃止され、最高刑は無期刑となった。服役後15年が経過したとき（保安期間を除く）は受刑者からの仮釈放申請ができることとされている。

## 無期刑のない国
スペイン、ポルトガル、ノルウェーなど無期刑のない国がある
スペイン
スペインでは1978年に死刑が廃止され、最高刑は有期刑の40年となった。ただし、2015年に有期刑の40年を裁判所の判断により延長できる制度が設けられた。
ノルウェー
ノルウェーでは最高刑は禁錮刑21年の有期刑である（ただし収監を延長する制度がある）。